# El Ghraiba
El Ghraïba o El Gheraïba o El Ghèriba (àrab: الغريبة, al-Ḡurayba) és una ciutat de Tunísia a la governació de Sfax, amb una població d'uns 7.000 habitants. És capçalera d'una delegació amb una població de 15.230 habitants.

## Infraestructures
Té estació de ferrocarril i és un nus ferroviari important, ja que d'ella una branca segueix cap a l'oest, fins a Tozeur, i una altra cap al sud, fins a Gabes.

## Economia
Tota la zona està plantada d'oliveres.

## Administració
És el centre de la delegació o mutamadiyya homònima, amb codi geogràfic 34 62 (ISO 3166-2:TN-12), dividida en cinc sectors o imades:
- El Ghraiba (34 62 51)
- El Manar (34 62 52)
- El Hchichina Sud (34 62 53)
- El Hchichina Nord (34 62 54)
- El Châal (34 62 55)

Al mateix temps, forma una municipalitat o baladiyya (codi geogràfic 34 22).